# U-74 (1940)
U-74 — средняя немецкая подводная лодка типа VIIB времён Второй мировой войны.

## История

Эмблема U-74

Заказ на постройку субмарины был отдан 2 июня 1938 года. Лодка была заложена 5 ноября 1939 года на верфи Бремен-Вулкан под строительным номером 2, спущена на воду 31 августа 1940 года. Лодка вошла в строй 31 октября 1940 года под командованием капитан-лейтенанта Эйтеля-Фридриха Кентрата.

### Командиры
- 31 октября 1940 года — 23 марта 1942 года капитан-лейтенант Эйтель-Фридрих Кентрат (кавалер Рыцарского железного креста).
- 24 марта 1942 года — 2 мая 1942 года оберлейтенант цур зее Карл Фридерих.

### Флотилии
- 31 октября 1940 года — 31 января 1941 года — 7-я флотилия (учебная)
- 1 февраля 1941 года — 30 ноября 1941 года — 7-я флотилия
- 1 декабря 1941 года — 2 мая 1942 года — 29-я флотилия

### История службы
Лодка совершила 8 боевых походов. Потопила 4 судна суммарным водоизмещением 24 694 брт, один военный корабль (925 тонн), повредила одно судно (123 брт), повредила один вспомогательный военный корабль (11 402 брт).
Потоплена 2 мая 1942 года к востоку от Картахены, Испания, в районе с координатами 37°32′ с. ш. 00°10′ в. д. глубинными бомбами с британских эсминцев HMS Wishart, HMS Wrestler и с британского самолёта-амфибии типа Catalina. 47 погибших (весь экипаж).

## Потопленные суда
| Дата                      | Тип                                                            | Принадлежность | Дата             | Тоннаж (БРТ) | Груз                         | Судьба                                             | Место                     |
| Frodi                     | рыболовецкий траулер                                           | Исландия       | 11 марта 1941    | 123          | рыба                         | трижды атакован и тяжело повреждён из 20-мм орудия | 49°05′ с. ш. 15°58′ з. д. |
| HMS Worcestershire (F 29) | вспомогательный крейсер                                        | Великобритания | 3 апреля 1941    | 11 402       |                              | повреждён торпедой, шедшей по поверхности          | 58°19′ с. ш. 27°25′ з. д. |
| Leonidas Z. Cambanis      | грузовое судно                                                 | Греция         | 3 апреля 1941    | 4 274        | 6500 тонн пшеницы            | потоплен                                           | 58°12′ с. ш. 27°40′ з. д. |
| Kumasian                  | грузовое судно                                                 | Великобритания | 5 августа 1941   | 4 922        | 7000 тонн генерального груза | потоплен                                           | 53°26′ с. ш. 15°40′ з. д. |
| HMCS Levis (K 115)        | корвет                                                         | Канада         | 19 сентября 1941 | 925          |                              | потоплен                                           | 60°07′ с. ш. 38°37′ з. д. |
| Empire Burton             | транспорт серии CAM с установленной катапультой с истребителем | Великобритания | 20 сентября 1941 | 6 966        | 9106 тонн пшеницы            | потоплен                                           | 61°34′ с. ш. 35°05′ з. д. |
| Nottingham                | грузовое судно                                                 | Великобритания | 7 ноября 1941    | 8 532        | генеральный груз, виски      | потоплен                                           | 53°24′ с. ш. 31°51′ з. д. |

### Атаки на лодку
- 21 мая 1941 года лодку вынудил погрузиться артиллерийский огонь с британского корвета HMS Verbena (K 85), охранявшего конвой HX-126. В последующие 4 часа после погружения на лодку было сброшено около 125 глубинных бомб с Вербены и с корвета HMS Burnham (H 82). Лодка получила тяжёлые повреждения и взяла курс на базу.
- 30 мая 1941 года беззащитная лодка, сильно повреждённая в предыдущей атаке и имевшая на борту трёх спасшихся членов экипажа с Бисмарка, была атакована британской субмариной HMS Sealion в Бискайском заливе. Лодка не имела возможности погрузиться из-за выделения хлора из повреждённых аккумуляторов, но ей удалось маневрированием уклониться от пяти торпед и достичь базы.